# Cephitinea colongella
Cephitinea colongella är en fjärilsart som beskrevs av Aleksei Konstantinovich Zagulajev 1964. Cephitinea colongella ingår i släktet Cephitinea och familjen äkta malar. Inga underarter finns listade i Catalogue of Life.